# Wunderschön prächtige
Wunderschön prächtige ist ein deutsches Marienlied. 

## Geschichte
Es entstand wahrscheinlich zwischen Beginn und Mitte des 18. Jahrhunderts in Österreich unter Rückgriff auf eine Laurentius von Schnüffis zugeschriebene Elegie (Mirantische Mayen=Pfeiff, 1692). In vielen differierenden Fassungen überlebte es als geistliches Volkslied und fand 1808 unter dem Titel Maria, Gnadenmutter zu Freyberg Aufnahme in von Arnims und Brentanos Sammlung Des Knaben Wunderhorn. Zum Kirchenlied wurde es erst 1842 durch zwei theologisch fundierte Umdichtungen: Zum einen jene Johannes von Geissels (Speyerer Gesangbuch, 1842) und zum anderen jene Heinrich Bones (Cantate! 1847). Das Lied ist unter verschiedenen Text- und Melodieversionen in vielen Eigenteilen des Gotteslobes abgedruckt.

## Textversionen

### Laurentius von Schnüffis (1692)
Clorus wegen grosser Lieb verlangt höchlich daß allerholde seeligste angesicht der Mutter Gottes zu sehen.

Ostende mihi faciem tuam.

Zeige mir dein Angesicht.

Cant.2.v.14. 

1. SOnnen=schön prächtige/

Uberauß mächtige Himmlische Frau/

Welcher auff ewig ich/

Knechtlich verbindend mich/

Billich mein Leben/

Alles beyneben/

Kindtlich vertrau’:

Für dise Treu=gethane Pflicht

Nur zeige mir dein Angesicht.

2. [...]

### Johannes von Geissel (1842)
1. Wunderschön Prächtige,

Hohe und Mächtige,

Liebreichholdselige, himmlische Frau,

Der ich mich ewiglich

Weihe herzinniglich,

Leib dir und Seele zu eigen vertrau;

Gut, Blut und Leben

Will ich dir geben,

Alles, was immer ich hab, was ich bin,

Geb ich mit Freuden, Maria, dir hin.

2. Schuldlos Geborene, 

Einzigerkorene,

Du, Gottes Tochter und Mutter und Braut,

Die, aus der Reinen Schaar

Reinste, wie keine war,

Selber der Herr sich zum Tempel gebaut;

Du makellose

Lilien-Rose,

Krone der Erde, der Himmlischen Zier,

Himmel und Erde sie huldigen dir.

3. Du Treubewährete

Und Hochverklärete,

Bist auf dem Meer uns ein leitender Stern;

Du Hocherhobene,

Strahlenumwobene,

Du bist die Nächste am Throne des Herrn;

Dich schuf die Milde

Zum Gnadenbilde,

Drum auch, was Himmel und Erde umschließt,

Mutter der Gnade, Maria, dich grüßt.

4. Gottesgebärerin,

Heiland-Ernährerin,

Mutter, an Freuden und Schmerzen so reich,

Welche der Schuldigen

Wär dir geduldigen

Mutter an Reinheit und Tugend je gleich?

Du Gottgeweihte,

Hochbenedeite

Mutter und Jungfrau, du schuldlos allein,

Woll eine Mutter uns Sündern auch sein!

5. Allzeit Sanftmüthige,

Milde, Grundgütige,

Mutter des Heilands, voll Gnade und Huld,

Bitt für uns sündige

Menschen, verkündige

Du uns vom Sohne Verzeihung der Schuld,

Steh, wenn wir scheiden,

Du uns zur Seiten,

Sühne den furchtbaren Richter uns du,

Führe dem göttlichen Sohne uns zu!

### Heinrich Bone (1847)
1. Wunderschön Prächtige,

Große und Mächtige, 

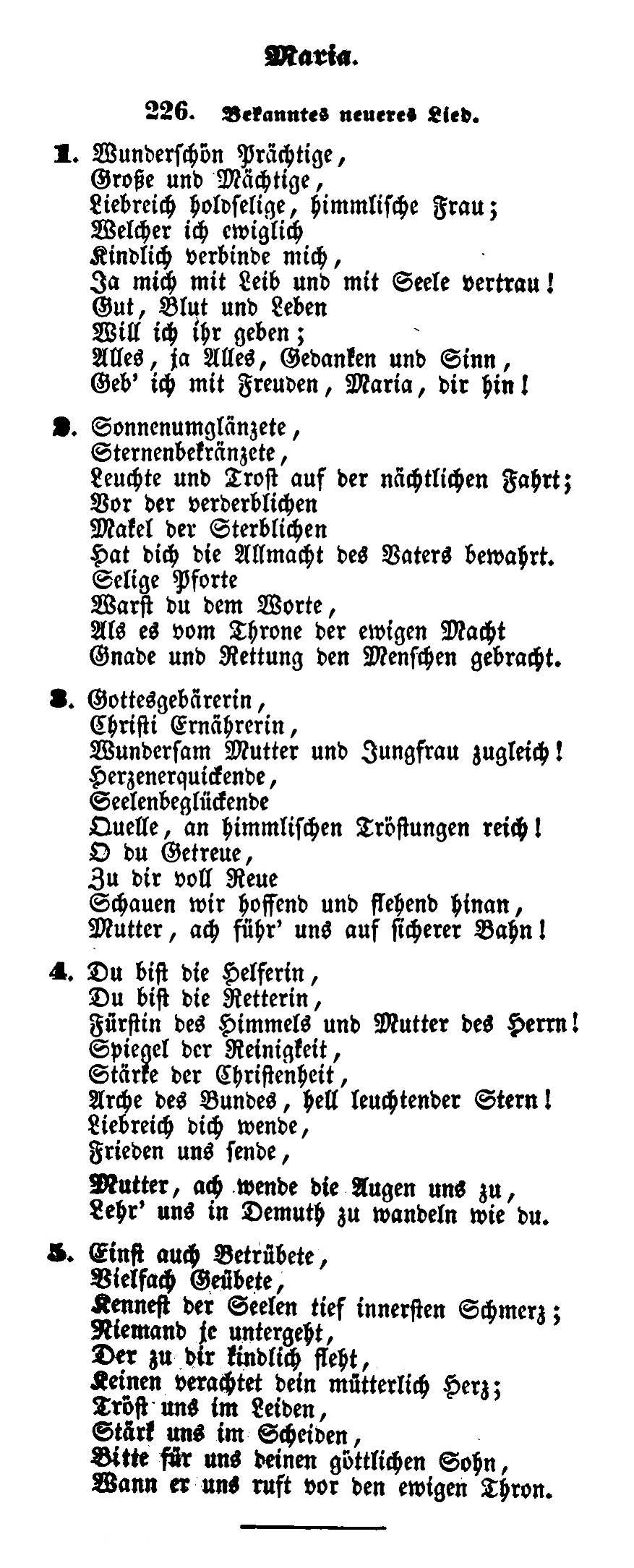
Wunderschön Prächtige bei Heinrich Bone (1847)

Liebreich holdselige, himmlische Frau;

Welcher ich ewiglich

Kindlich verbinde mich,

Ja mich mit Leib und mit Seele vertrau!

Gut, Blut und Leben

Will ich ihr geben;

Alles, ja Alles, Gedanken und Sinn,

Geb‘ ich mit Freuden, Maria, dir hin! 

2. Sonnenumglänzete,

Sternenbekränzete,

Leuchte und Trost auf der nächtlichen Fahrt;

Vor der verderblichen

Makel der Sterblichen

Hat dich die Allmacht des Vaters bewahrt

Selige Pforte

Warst du dem Worte, 

Als es vom Throne der ewigen Macht

Gnade und Rettung den Menschen gebracht.

3. Gottesgebärerin,

Christi Ernährerin,

Wundersam Mutter und Jungfrau zugleich!

Herzenerquickende,

Seelenbeglückende

Quelle, an himmlischen Tröstungen reich!

O du Getreue, 

Zu dir voll Reue

Schauen wir hoffend und flehend hinan,

Mutter, ach führ’ uns auf sicherer Bahn!

4. Du bist die Helferin,

Du bist die Retterin

Fürstin des Himmels und Mutter des Herrn!

Spiegel der Reinigkeit,

Stärke der Christenheit,

Arche des Bundes, hell leuchtender Stern!

Liebreich dich wende,

Frieden uns sende,

Mutter, ach wende die Augen uns zu, 

Lehr‘ uns in Demuth zu wandeln wie du.

5. Einst auch Betrübete,

Vielfach Geübete, 

Kennest der Seelen tief innersten Schmerz;

Niemand je untergeht,

Der zu dir kindlich fleht, 

Keinen verachtet dein mütterlich Herz;

Tröst uns im Leiden,

Stärk uns im Scheiden, 

Bitte für uns deinen göttlichen Sohn,

Wann er uns ruft vor den ewigen Thron.